# Janet Yellen
Janet Louise Yellen (ur. 13 sierpnia 1946 w Nowym Jorku) − amerykańska ekonomistka, przewodnicząca Rady Doradców Ekonomicznych w latach 1997−1999; od 4 października 2010 wiceprzewodnicząca, a od 1 lutego 2014 do lutego 2018 przewodnicząca Rady Gubernatorów Systemu Rezerwy Federalnej. 25 stycznia 2021 roku została zatwierdzona przez Senat Stanów Zjednoczonych na stanowisku sekretarza skarbu w gabinecie Joego Bidena.

## Życiorys
Janet Yellen urodziła się w rodzinie żydowskiej. Jej ojciec, Juliusz Yellen (1906–1974), którego rodzice emigrowali do Stanów Zjednoczonych Ameryki z Sokołowa Podlaskiego, był lekarzem, a matka Anna (z d. Blumenthal; 1907–1986) była nauczycielką, ponadto zajmowała się wychowaniem dzieci i tłumaczeniem książek na alfabet Braille’a. Janet Yellen uczęszczała do szkoły publicznej w Fort Hamilton, gdzie udzielała się w wielu kółkach zainteresowań oraz była redaktorem naczelnym szkolnej gazety. Gdy ukończyła szkołę, jako najlepsza w roczniku, w gazecie tej, zgodnie ze szkolną tradycją, wydrukowano z nią wywiad, który musiała przeprowadzić sama ze sobą.
Po ukończeniu szkoły wstąpiła na Uniwersytet Browna i kształciła się na kierunku ekonomicznym. Podjęła studia uzupełniające na Uniwersytecie Yale. W 1971 obroniła doktorat z ekonomii i podjęła pracę na Uniwersytecie Harvarda, gdzie wykładała ekonomię. W 1976 odeszła z tej uczelni i rozpoczęła pracę w Rezerwie Federalnej. Podczas pracy w Fed poznała w 1977 późniejszego męża, George’a A. Akerlofa, laureata Nagrody Nobla w dziedzinie ekonomii w 2001. Z Akerlofem wzięła ślub rok później. W 1979 para przeniosła się na posady wykładowców w London School of Economics, ale w 1980 wrócili do USA, gdzie otrzymali pracę na Uniwersytecie Kalifornijskim. W 1981 urodził się ich syn, Robert Akerlof, pracujący obecnie na stanowisku adiunkta na Wydziale Ekonomii University of Warwick.
W 1994 roku prezydent USA Bill Clinton zaproponował jej członkostwo w Radzie Gubernatorów Fed. Yellen wzięła na uczelni urlop i podjęła pracę w Fed, m.in. w latach 1997−1999 pełniła funkcję przewodniczącej rady doradców gospodarczych prezydenta USA. W 1999 roku wróciła jednak na uczelnię, ale w 2004 roku ponownie przeniosła się do Fed i objęła funkcję prezesa Banku Rezerwy Federalnej w San Francisco, którym była do 2010 roku. W tym czasie przewidziała krach na amerykańskim rynku nieruchomości, od którego w 2008 roku zaczął się kryzys finansowy początków XXI wieku. Yellen ogłosiła swoje zapowiedzi rok przed ich nastąpieniem.
W 2009 roku była typowana na szefową Rezerwy Federalnej, ale ostatecznie tą instytucją pokierował dotychczasowy prezes, Ben Bernanke. Natomiast w 2010 roku Yellen mianowano wiceszefową Fed. Uważana jest za współtwórczynię polityki Fed tzw. luzowania ilościowego.
Jeszcze w 2013 roku National Organization for Women zaczęła zbierania podpisów pod wnioskiem w sprawie przekazania Yellen stanowiska szefowej Fed. Podpis pod petycją złożyło 130.000 osób, w tym 500 ekonomistów. 9 października 2013 roku prezydent Stanów Zjednoczonych Barack Obama nominował Janet Yellen na stanowisko przewodniczącego Rady Gubernatorów Systemu Rezerwy Federalnej Stanów Zjednoczonych. 6 stycznia 2014 jej wybór został zatwierdzony przez amerykański Senat stosunkiem głosów 56 „za” do 26 „przeciwko”.
30 listopada 2020 Joe Biden, po tym, gdy media uznały go za zwycięzcę wyborów prezydenckich, ogłosił, że Yellen uzyskała jego nominację na stanowisko sekretarz skarbu Stanów Zjednoczonych.
25 stycznia 2021 roku została zatwierdzona przez Senat Stanów Zjednoczonych na stanowisku sekretarza skarbu w administracji Joe Bidena.